# Syrmatia aethiops
Syrmatia aethiops is een vlindersoort uit de familie van de prachtvlinders (Riodinidae), onderfamilie Riodininae.
Syrmatia aethiops werd in 1888 beschreven door Staudingerl.